# AOK-Gebäude
Als AOK-Gebäude werden zur Nutzung durch die Verwaltungen der Allgemeinen Ortskrankenkassen (AOK) errichtete Gebäude in mehreren deutschen Städten bezeichnet, die heute als architektonisch bedeutsam unter Denkmalschutz stehen:
- AOK-Gebäude (Borgfelde) in Hamburg-Borgfelde
- AOK-Gebäude (Brandenburg an der Havel)
- AOK-Gebäude (Braunschweig)
- AOK-Verwaltungsgebäude (Dresden)
- Kasernenstraße 63, Altbau AOK in Düsseldorf (laut Denkmalliste)
- AOK-Gebäude (Elberfeld)
- AOK-Gebäude (Gotha)
- AOK-Gebäude (Leipzig)
- AOK-Gebäude (Lichtenberg) in Berlin-Lichtenberg
- AOK-Gebäude (Offenbach am Main)

Heute als AOK-Gebäude genutzt, obwohl nicht zu diesem Zweck errichtet, ist
- die Persil-Schule (München)